# Ад-Досари, Рашид Шафи
Рашид Шафи ад-Досари (араб. راشد شافي الدوسري‎; 8 мая 1981, Доха) — катарский легкоатлет, метатель диска. Участник  двух Олимпийских игр.

## Карьера
Ад-Досари начал свою профессиональную карьеру в раннем возрасте и уже в 1996 году в пятнадцатилетнем возрасте стал чемпионом Азии среди юниоров.
Несмотря на юниорский возраст, ад-Досари принял участие в сиднейской Олимпиаде. Там он метнул диск в квалификации на 54.47 и занял 39 место, обойдя шестерых спортсменов. Показанный результат не дал ему возможности выступить в финальном раунде состязаний.
В 2001 году катарец выступил на своём первом чемпионате мира, который прошёл в Эдмонтоне. Там он показал результат всего на сантиметр превосходящий олимпийское достижение и не прошёл квалификацию.
В 2002 году на первенстве Азии в Коломбо ад-Досари установил личный рекорд 64.43 и стал чемпионом Азии. В июне 2003 года он отказался пройти внесоревновательный допинг-тест и был дисквалифицирован на два года, что не позволило ему выступить на Олимпиаде в Афинах.
После отбытия дисквалификации ад-Досари стал серебряным призёром домашних Азиатских игр и второй раз выиграл медаль континентального первенства, став на этот раз вторым в Аммане.
На Олимпиаде в Пекине катарский спортсмен смог пройти квалификацию, метнув в лучшей попытке на 63.83 м. В финале он послал свой диск на 62.55 и замкнул десятку сильнейших.